# Дилемма Холдейна
Диле́мма Хо́лдейна — несоответствие реальной скорости видообразования и ожидаемой в соответствии с популяционно-генетической моделью. Данный вопрос описан Дж. Б. С. Холдейном в 1957 году в статье «Стоимость естественного отбора» в научном издании «Journal of genetics», а позднее интерпретирован его последователями. Многие ученые считают дилемму Холдейна неразрешенной и апеллируют к ней, указывая на неполноту теории эволюции.

## Задачи и выводы работы Холдейна
Холдейн рассчитывал математическое соотношение между интенсивностью отбора, скоростью замещения одних аллелей в популяции другими, более приспособленными, и цены (в доле особей, погибших из-за генетически пониженной приспособленности), которую популяция платит за это замещение. По его расчётам и допущениям, время, необходимое для видообразования, оказывалось сравнимым или бо́льшим по отношению к реально наблюдаемому (то есть — по палеонтологическим данным). Расчёты Холдейна представляют собой первую широко известную попытку оценить темпы эволюции с точки зрения генетики популяций. Расчёты, сделанные позже для оценки скорости эволюции (с точки зрения популяционной генетики) учитывают или основываются на модели Холдейна. По этим поздним моделям видообразование может занимать намного меньше времени.
Сам Холдейн не хотел делать громких выводов из своих расчётов и ожидал дальнейшего развития подобного рода моделей. Его работа завершалась словами:

В заключение, я хочу сказать, что вполне осознаю — мои заключения, возможно, нуждаются в критическом пересмотре. Но я убеждён, что математические расчёты подобного рода будут играть решающую роль во всех эволюционных рассуждениях.
Оригинальный текст (англ.)To conclude, I am quite aware that my conclusions will probably need drastic revision. But I am convinced that quantitative arguments of the kind here put forward should play a part in all future discussions of evolution.
— J. B. S. Haldane, The cost of natural selection // J. Genet, 1957, Vol. 55, p. 511–524

## Математическая модель Холдейна и решение проблемы скорости эволюции

### Модель Холдейна
Пусть в популяции в начальный момент времени есть два аллеля интересующего нас гена: A и a. Аллель a преобладает, аллель A — присутствует в следовых количествах. На популяцию начинает действовать отбор против аллеля a . Тогда, чтобы компенсировать убыль особей, отметаемых отбором, выживающие особи в популяции должны обладать избыточной плодовитостью. При условии, что интенсивность отбора против особей, несущих аллель a, равна единице, замещение одного аллеля в популяции другим займёт всего одно поколение, но при крайне малой частоте аллеля A убыль численности популяции может быть критической.
В случае, если интенсивность отбора много меньше единицы, суммарное число погибших из-за пониженной приспособленности особей оказывается неожиданно большим и составляет, в общем случае, несколько десятков исходных численностей популяции.
На первый взгляд, можно ожидать, что число особей, погибших из-за пониженной приспособленности не может превышать численность популяции, но это не совсем так.
Рассмотрим следующую упрощённую модель, в которой два процесса — отбор и последующее восстановление популяции — происходят по очереди (эта модель отсутствует в работе Холдейна, но может помочь в понимании модели).
Пусть у нас есть популяция гаплоидных организмов, численностью 10 000 особей. 10 % из них несёт более приспособленный аллель A, 90 % — аллель a. Против аллеля a действует отбор с интенсивностью 0,1. Тогда в 1-м поколении после отбора в популяции будет присутствовать 1000 особей с аллелем A и 8100 особей с аллелем a (11 % и 89 % соответственно). Так как популяция стремится сохранить свою исходную численность, то в следующем поколении (до очередного отбора) численность особей составит 10 000 особей с пропорциональным (к концу 10-го поколения) распределением по генотипическим классам 1100 A и 8900 a. Таким образом, в данной модели при интенсивности отбора 0,1 против аллеля a изменение частот аллелей за 1-е поколение составило всего 1 %, а число особей, погибших из-за пониженной приспособленности, составило 9 %. Очевидно, что полная замена аллельного состава в ряде поколений потребует числа генетически предопределённых смертей большего, чем численность популяции.
Холдейн учёл варианты отбора для гаплоидных и диплоидных организмов, рассмотрел варианты при инбридинге и для генов, расположенных в половых хромосомах.
В общем случае, число особей погибших из-за пониженной приспособленности определяется величиной
{\displaystyle D=-\ln p_{0},}
где p0 — исходная частота благоприятного аллеля,
D — мера, указывающая на то, во сколько раз генетически предопределённая смертность в популяции выше её реальной численности.
По формуле, число генетически предопределённых смертей не зависит от интенсивности отбора, но связано с исходной частотой благоприятного аллеля.
Время, необходимое на замещение одного аллеля другим тем не менее, с отбором связано:
{\displaystyle T=D/s,}
где T — время, выраженное в поколениях, s — интенсивность отбора.
В последующих работах, рассматривающих существование малоприспособленных особей в популяциях как проявление генетического груза, генетический груз, связанный с движущим отбором, получил название переходного или груза замещения, Li:
{\displaystyle L_{i}=D.}

### Противоречие темпов эволюции и рассчитанных скоростей замен аллелей в популяциях
Если отбор благоприятствует единичному мутанту, то исходная частота положительно отбираемого аллеля мала. Холдейн принял в качестве исходной частоты аллеля 10−5. В этом случае груз замещения по одному аллелю велик и составляет в среднем 30, что эквивалентно большому числу генетически предопределённых смертей. При вовлечении в отбор более чем одного гена цена замещения (при условии равных коэффициентов отбора по рассматриваемым генам) пропорционально возрастает и может привести к угрожающему уменьшению численности популяции.
У Ю. П. Алтухова приводится оценка, что в соответствии с моделью Холдейна, одновременно не может идти движущий отбор более чем по 12 генам, иначе снижение численности вида может угрожать самому существованию этого вида.
Холдейн полагал, что для видообразования необходима замена аллелей по 1000 локусам, что при селективном преимуществе по каждому из локусов в 0,1 потребует 300 000 поколений. Расчёты возраста многих видов противоречат такой оценке.

### Попытки решения проблемы
По оценкам Ю. П. Алтухова, эффективная численность популяции неожиданно мала и составляет в среднем несколько сотен особей. Предположим, что видообразование связано не со всем исходным видом, а с отдельными краевыми популяциями. Если движущий отбор затрагивает аллели в популяциях с такой небольшой эффективной численностью, то исходная частота благоприятного аллеля изначально будет иметь значения не порядка 10−6 — 10−5, а в интервале 10−3 — 10−2. Для малых значений эффективной численности популяций изменение аллельного состава должно сопровождаться меньшим генетическим грузом благодаря эффектам генетического дрейфа.
Оценка в необходимости замены аллельного состава по 1000 генам может быть завышена. Если отбор идёт по регуляторным генам, то изменения в каждом из таких генов могут иметь разнообразные плейотропные эффекты. То есть, для получения существенных различий и формирования репродуктивной изоляции между исходным видом и дочерней группой достаточны изменения по относительно малому числу генов.
Замещение аллельного состава в популяции может происходить без риска уменьшения этой популяции, если замещающий аллель является благоприятным даже в случае не пониженной приспособленности особей, несущих нормальный аллель. При таком глобальном процессе, как видообразование, следует учитывать влияние вида на среду его обитания. В общем случае по мере разрастания и эволюционной адаптации вида среда, в которой он обитает, меняется неблагоприятным для него образом — снижается и эволюционирует в направлении снижения доступности (образование колючек и ядовитых веществ у растений, увеличение скорости, проворности и средств активной самообороны у животных и т. д.) кормовая база, истощаются прочие ресурсы, разрастаются и эволюционируют популяции хищников и паразитов, возрастает конкуренция между особями этого вида и т. д. То есть на ранних этапах видообразования, когда замещающие аллели имеют малую распространённость (или вообще отсутствуют), риск вымирания популяции всё же невелик, так как условия среды обитания благоприятны (много доступной пищи, мало хищников и паразитов), а конкуренция между особями невелика. Интенсивность отбора при этом будет высокой за счёт высоких приспособленности и плодовитости носителей замещающих аллелей, а не за счёт низкой приспособленности носителей нормального аллеля. В процессе распространения замещающих аллелей приспособленность и плодовитость их носителей из-за возрастающей конкуренции и изменения среды обитания будут постепенно снижаться до нормального уровня.
Случаи замены менее приспособленных аллелей более приспособленными в условиях пониженного давления отбора рассматривались Холдейном как возможные, но маловероятные (в связи с тем, что в общем случае, на популяции действует существенный отбор).
Процессы, связанные с видообразованием, по-видимому, слишком сложны для того, чтобы их можно было точно описать исходя из популяционно-генетических моделей, так как, в соответствии с СТЭ, видообразование — длительный процесс, а реальные природные сообщества, взаимодействия биотических и абиотических факторов среды точно описать и учесть в популяционно-генетической модели видообразования затруднительно.